# Lemuel Francis Abbott

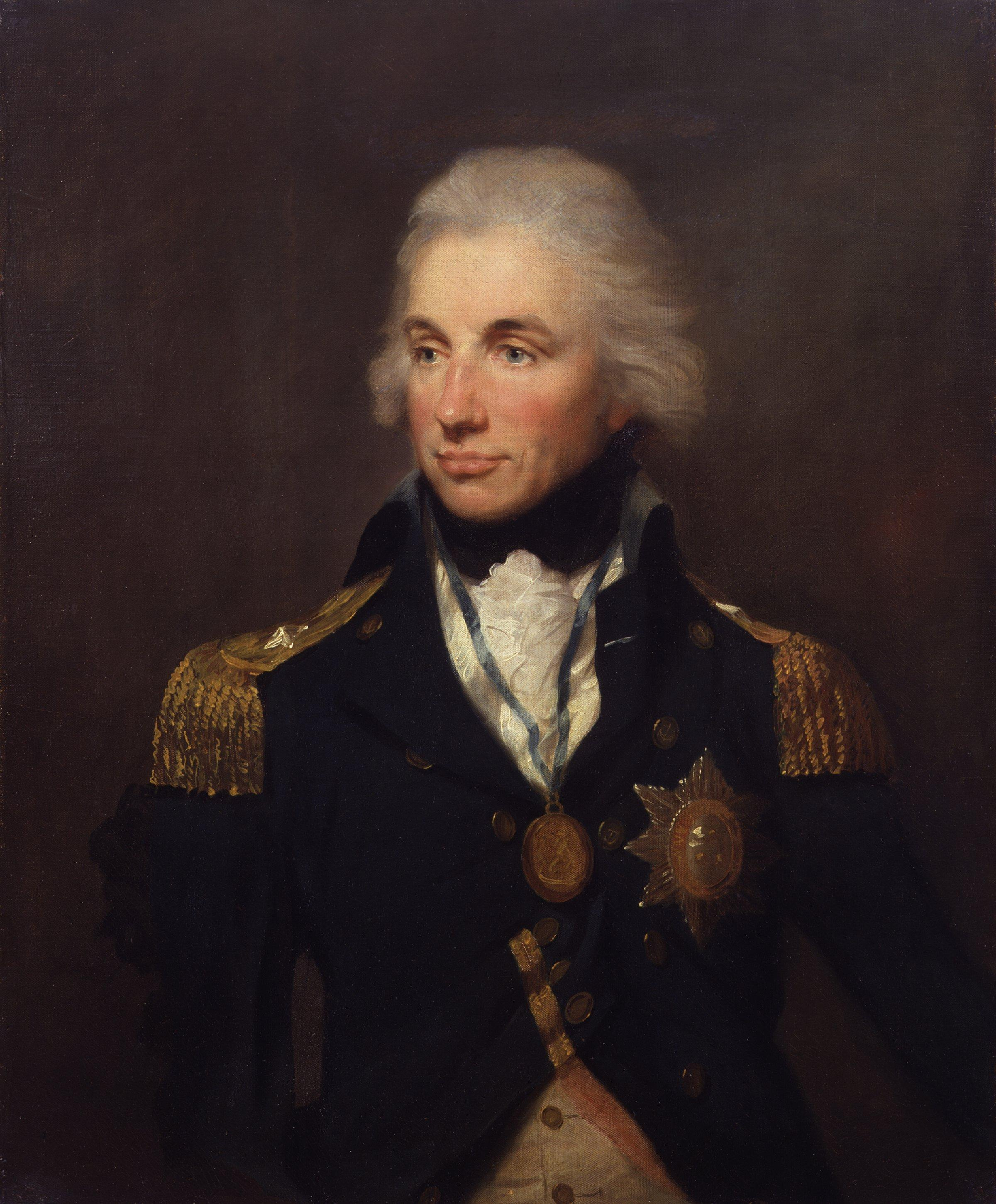
Vizconde Horatio Nelson, retratado por Lemuel F. Abbot.

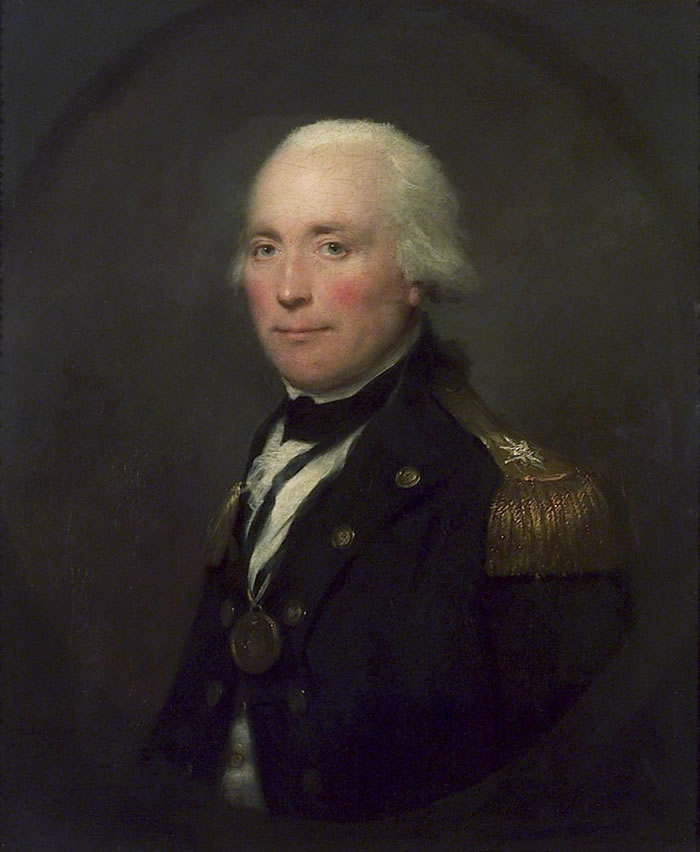
Retrato del almirante Robert Calder por Lemuel F. Abbott, realizado en 1797.

Lemuel Francis Abbott (Leicestershire, 1760-5 de diciembre de 1802) fue un pintor retratista inglés.

## Biografía
Nació en Leicestershire, en 1760 o 1761, hijo del clérigo Lemuel Abbott y su esposa Mary. En 1775 se convirtió en discípulo de Francis Hayman y se radicó en Londres.
Aunque exhibió parte de su trabajo en la Real Academia, Abbott nunca llegó a graduarse como académico. Es famoso su retrato del primer vizconde Horatio Nelson, que actualmente se exhibe en la sala Terracota de 10 de Downing Street. También son conocidos los retratos que hizo a otros oficiales de la Armada y varias figuras literarias de renombre del siglo XVIII.
Se volvió loco cuando tenía alrededor de cuarenta años y empezó a ser atendido por el Thomas Munro (1759-1833), médico en jefe del Hospital Bethlem y especialista en trastornos mentales. Munro también trató los problemas de locura del rey Jorge III del Reino Unido (1738-1820).
Lemuel Abbott murió en Londres el 5 de diciembre de 1802.